# シュコダ8Tr
シュコダ8Tr（チェコ語: Škoda 8Tr）は、シュコダが開発・生産したトロリーバス車両である。

## 概要
1955年まで生産されていたシュコダ7Trの改良形式。モノコック構造を用いた車体を有しており、乗降扉は車体右側・3扉を基本としていたが、ソビエト連邦（ソ連）向け車両については前後2箇所にのみ設置されていた。
主電動機については1次車・2次車はシュコダ7Trと同様の出力120 kwのものが搭載されたが、3次車は以降は改良を加えた出力110 kwのAL 2943 rNに変更された。制御方式についても従来の車両と同様に抵抗制御方式が用いられたが、抵抗器が自動開閉器に変更された。

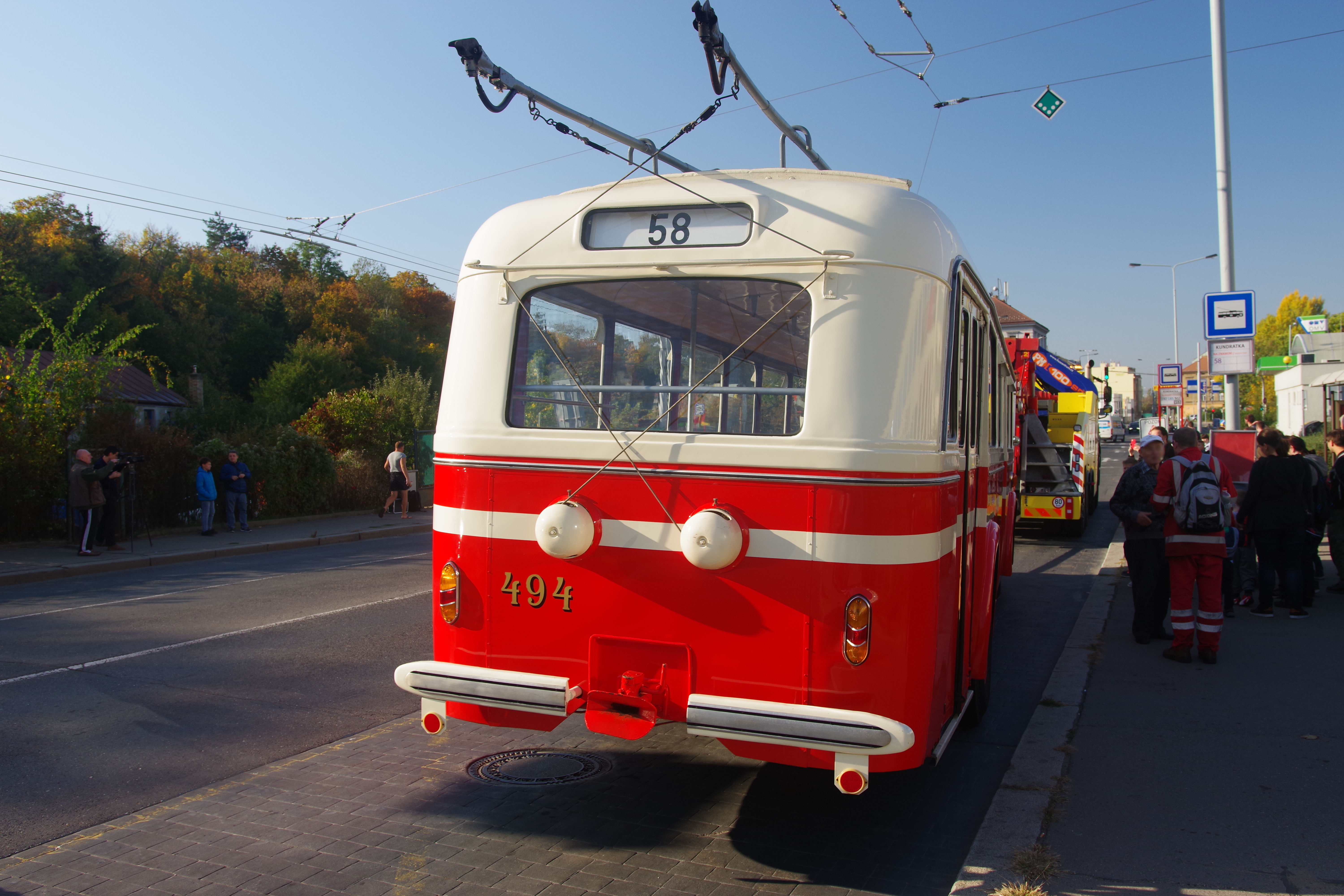
後方（プラハ）
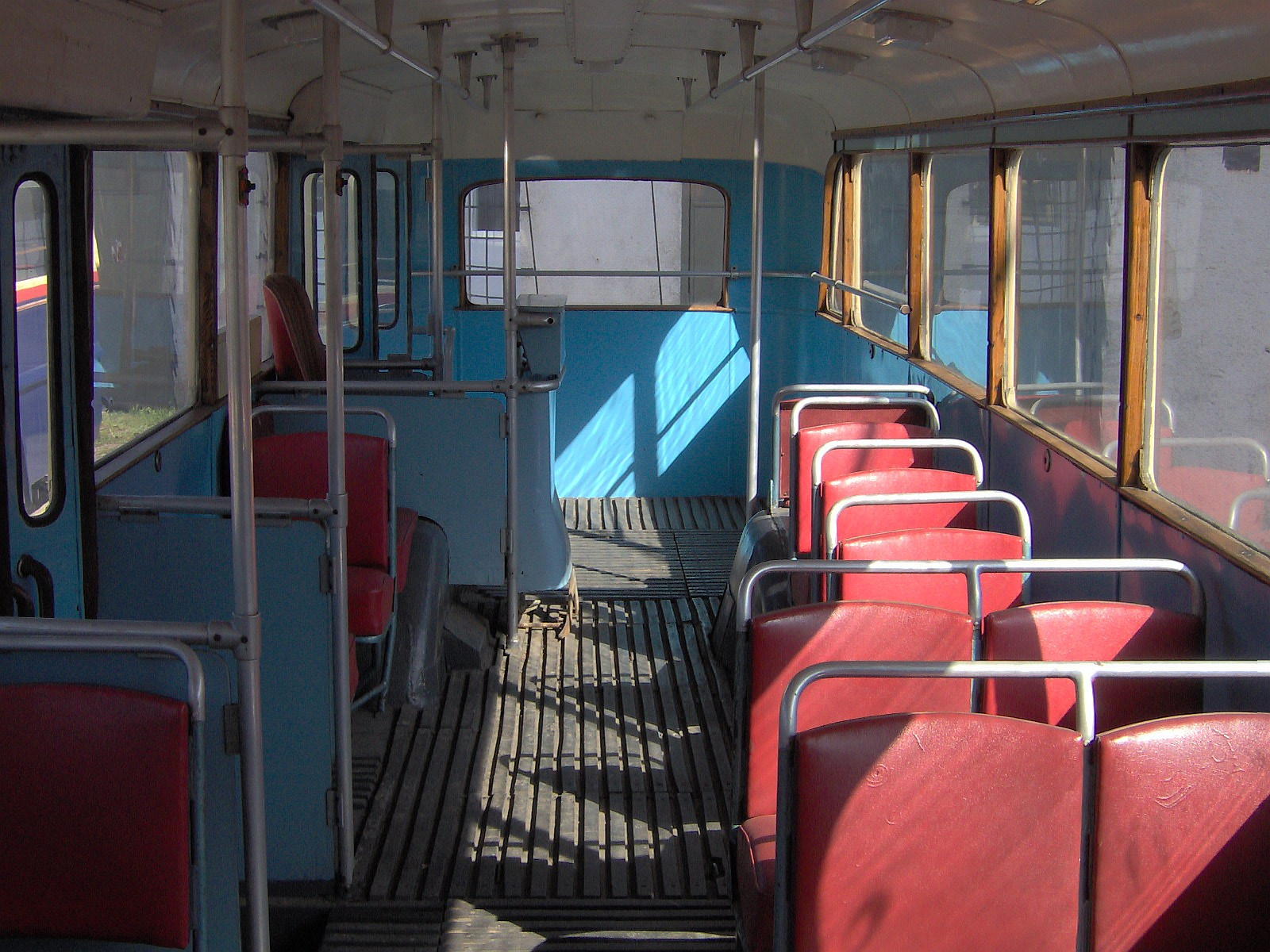
車内（ブルノ）
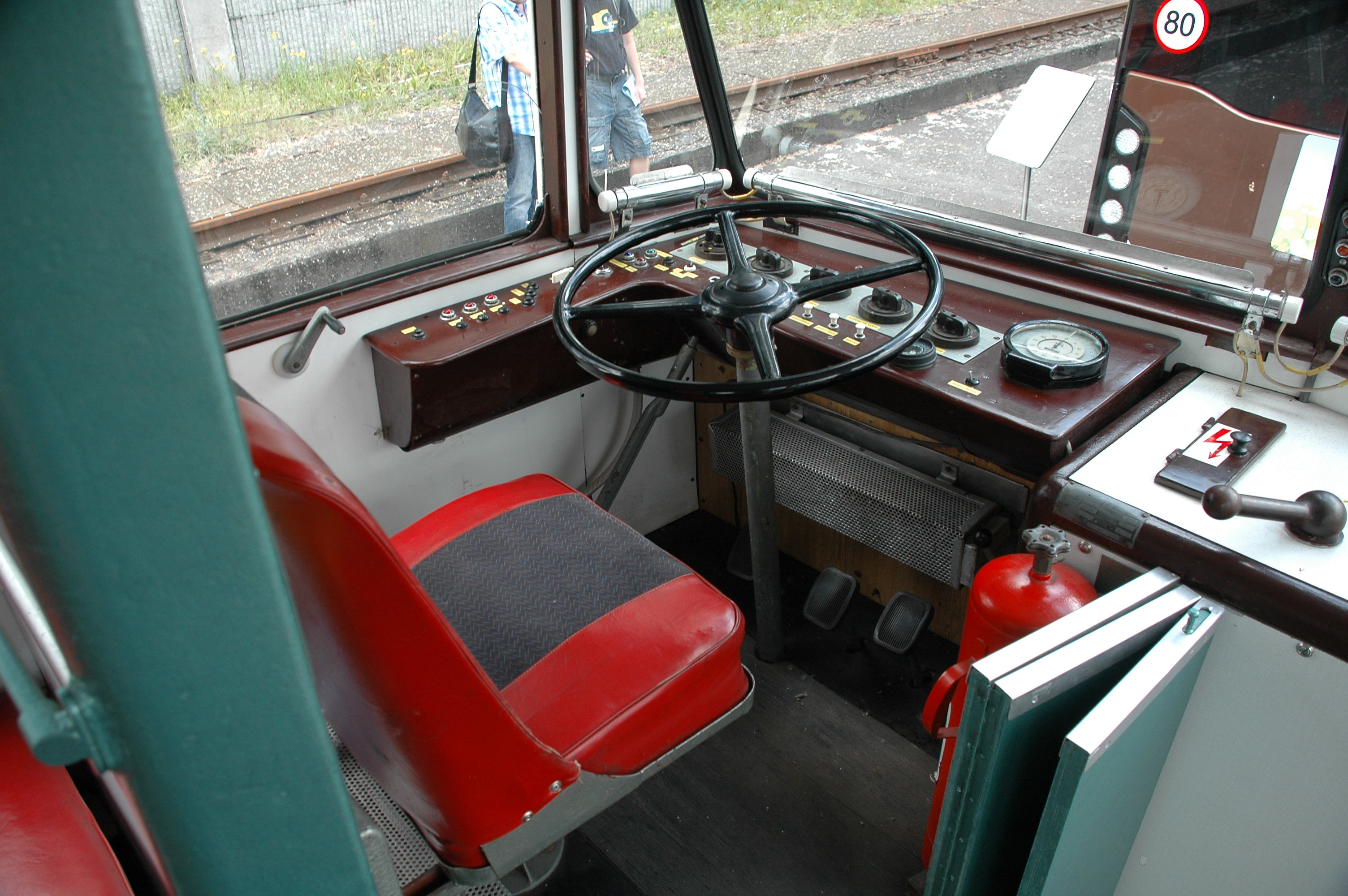
運転室（オストラヴァ）

1955年から1961年までに計11次・合計742両が製造され、前述のようにチェコスロバキア国内のみならずソ連を含め世界各国へ輸出され、1982年まで営業運転に使用された。そのうち最終増備車となった11次車については、プルゼニからトロリーバス車両の製造拠点を移転したオストロフの工場で生産された。また、1960年代にはシュコダ7Trの一部車両が機器の更新を始めとした改造を受け、シュコダ8Trへの編入が行われた。2022年現在もチェコの各都市やウクライナのキエフに保存車両が存在する。

## 導入都市一覧
以下、シュコダ8Trが導入された都市を記す。ウクライナについては2022年時点で主権が及んでいない地域も含む。
| シュコダ8Tr 導入都市一覧          | シュコダ8Tr 導入都市一覧                                                  | シュコダ8Tr 導入都市一覧                 |
| 導入国                            | 都市                                                                      | 備考                                     |
| --------------------------------- | ------------------------------------------------------------------------- | ---------------------------------------- |
| チェコスロバキア (現：チェコ)     | ブルノ (ブルノ・トロリーバス)                                             |                                          |
| チェコスロバキア (現：チェコ)     | チェスケー・ブジェヨヴィツェ (チェスケー・ブジェヨヴィツェ・トロリーバス) |                                          |
| チェコスロバキア (現：チェコ)     | ジェチーン ジェチーン・トロリーバス                                       | [ 10 ]                                   |
| チェコスロバキア (現：チェコ)     | フラデツ・クラーロヴェー (フラデツ・クラーロヴェー・トロリーバス)         | [ 11 ]                                   |
| チェコスロバキア (現：チェコ)     | イフラヴァ (イフラヴァ・トロリーバス)                                     | [ 12 ]                                   |
| チェコスロバキア (現：チェコ)     | マリアーンスケー・ラーズニェ (マリアーンスケー・ラーズニェ・トロリーバス) | [ 13 ]                                   |
| チェコスロバキア (現：チェコ)     | オパヴァ (オパヴァ・トロリーバス)                                         | [ 14 ]                                   |
| チェコスロバキア (現：チェコ)     | オストラヴァ (オストラヴァ・トロリーバス)                                 | [ 15 ]                                   |
| チェコスロバキア (現：チェコ)     | パルドゥビツェ (パルドゥビツェ・トロリーバス)                             | [ 16 ]                                   |
| チェコスロバキア (現：チェコ)     | プルゼニ (プルゼニ・トロリーバス)                                         | [ 17 ]                                   |
| チェコスロバキア (現：チェコ)     | プラハ (プラハ・トロリーバス)                                             | プラハ・トロリーバス(初代)最後の新型車両 |
| チェコスロバキア (現：チェコ)     | テプリツェ (テプリツェ・トロリーバス)                                     |                                          |
| チェコスロバキア (現：チェコ)     | ズリーン オトロコヴィツェ (ズリーン/オトロコヴィツェ・トロリーバス)       | [ 18 ] [ 19 ]                            |
| チェコスロバキア (現：スロバキア) | ブラチスラヴァ (ブラチスラヴァ・トロリーバス)                             |                                          |
| チェコスロバキア (現：スロバキア) | プレショフ (プレショフ・トロリーバス)                                     | [ 20 ]                                   |
| 中国                              | 北京 (北京トロリーバス)                                                   |                                          |
| 中国                              | 上海                                                                      |                                          |
| ソビエト連邦 (現：ウクライナ)     | ドニエプロペトローフスク                                                  |                                          |
| ソビエト連邦 (現：ウクライナ)     | キエフ                                                                    |                                          |
| ソビエト連邦 (現：ウクライナ)     | クリミア (クリミア・トロリーバス)                                         |                                          |
| ソビエト連邦 (現：ジョージア)     | トビリシ (トビリシ・トロリーバス)                                         |                                          |
| ソビエト連邦 (現：リトアニア)     | ヴィリニュス (ヴィリニュス・トロリーバス)                                 |                                          |
| ソビエト連邦 (現：ラトビア)       | リガ (リガ・トロリーバス)                                                 |                                          |
| 東ドイツ (現：ドイツ)             | ツヴィッカウ                                                              |                                          |
| 東ドイツ (現：ドイツ)             | ドレスデン                                                                |                                          |
| 東ドイツ (現：ドイツ)             | エーベルスヴァルデ (エーベルスヴァルデ・トロリーバス)                     |                                          |
| 東ドイツ (現：ドイツ)             | エアフルト                                                                |                                          |
| 東ドイツ (現：ドイツ)             | ゲーラ                                                                    |                                          |
| 東ドイツ (現：ドイツ)             | グライツ                                                                  |                                          |
| 東ドイツ (現：ドイツ)             | ライプツィヒ                                                              |                                          |
| 東ドイツ (現：ドイツ)             | マクデブルク                                                              |                                          |
| 東ドイツ (現：ドイツ)             | ポツダム (ポツダム・トロリーバス)                                         |                                          |
| 東ドイツ (現：ドイツ)             | ヴァイマル                                                                |                                          |
| ポーランド                        | グディニャ (グディニャ・トロリーバス)                                     |                                          |
| ポーランド                        | ルブリン (ルブリン・トロリーバス)                                         |                                          |
| ポーランド                        | オルシュティン                                                            |                                          |
| ポーランド                        | ポズナン                                                                  |                                          |
| ポーランド                        | ワルシャワ                                                                |                                          |
| ポーランド                        | ヴァウブジフ                                                              |                                          |

## ギャラリー

### チェコ（旧：チェコスロバキア）

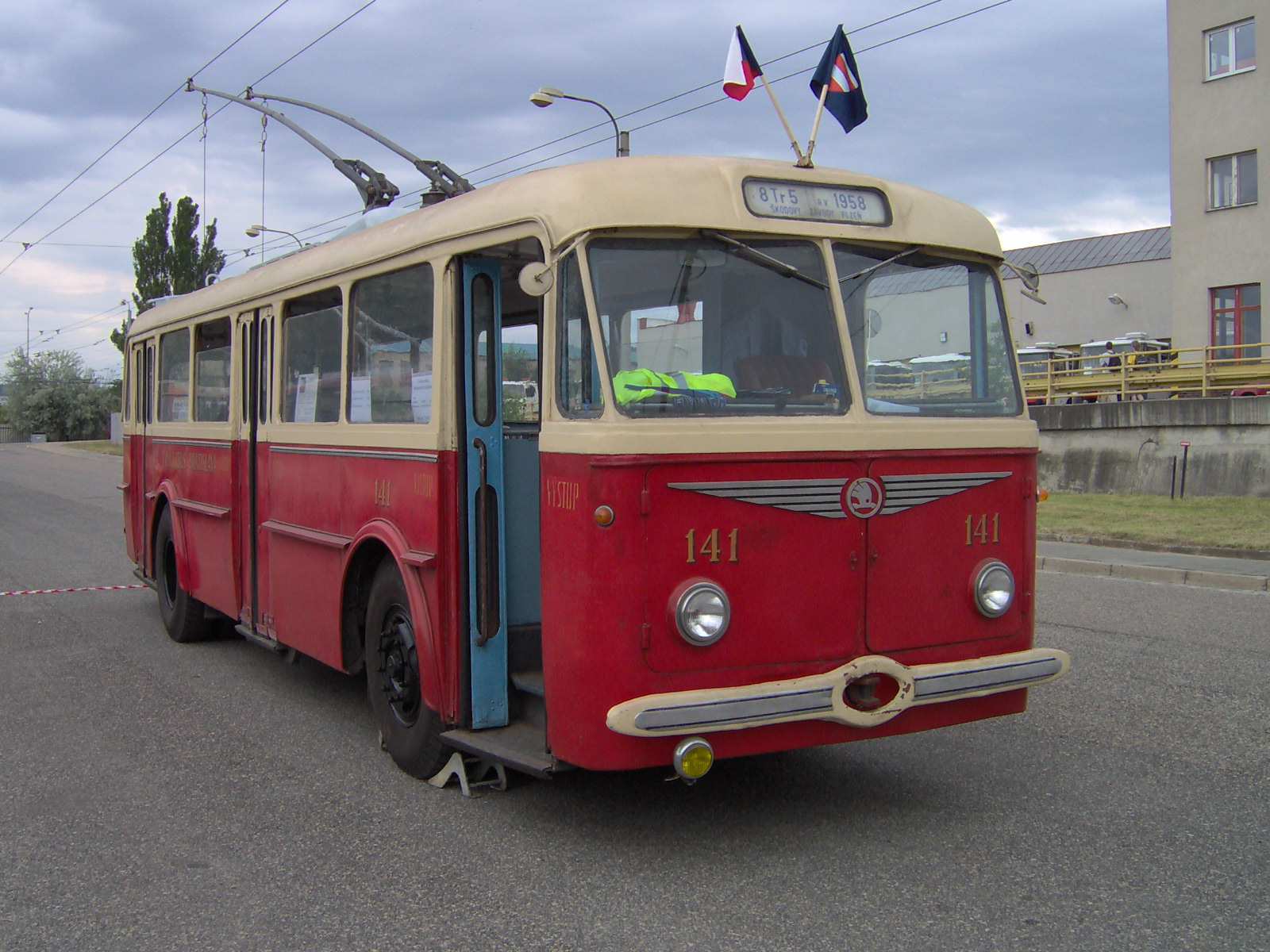
ブルノ （保存車両）
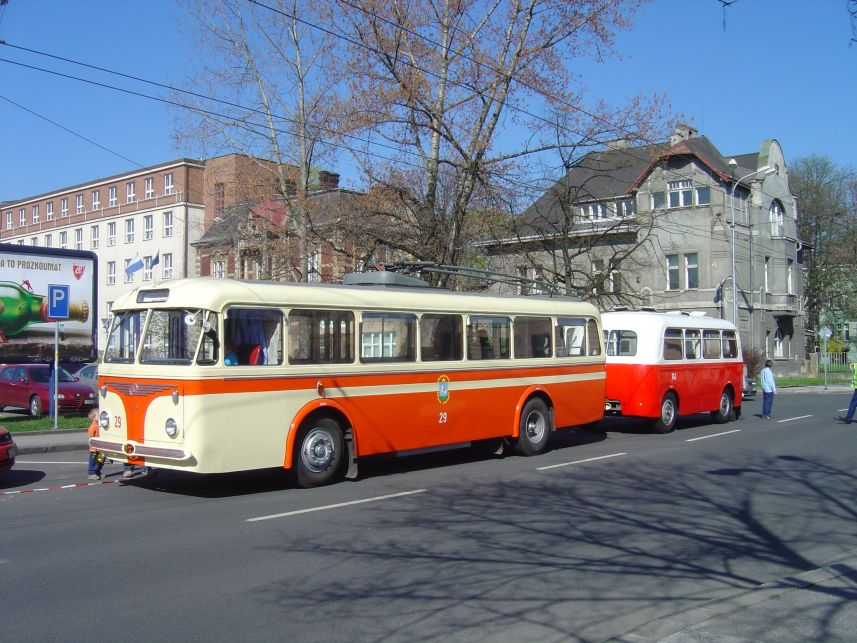
オストラヴァ （保存車両）
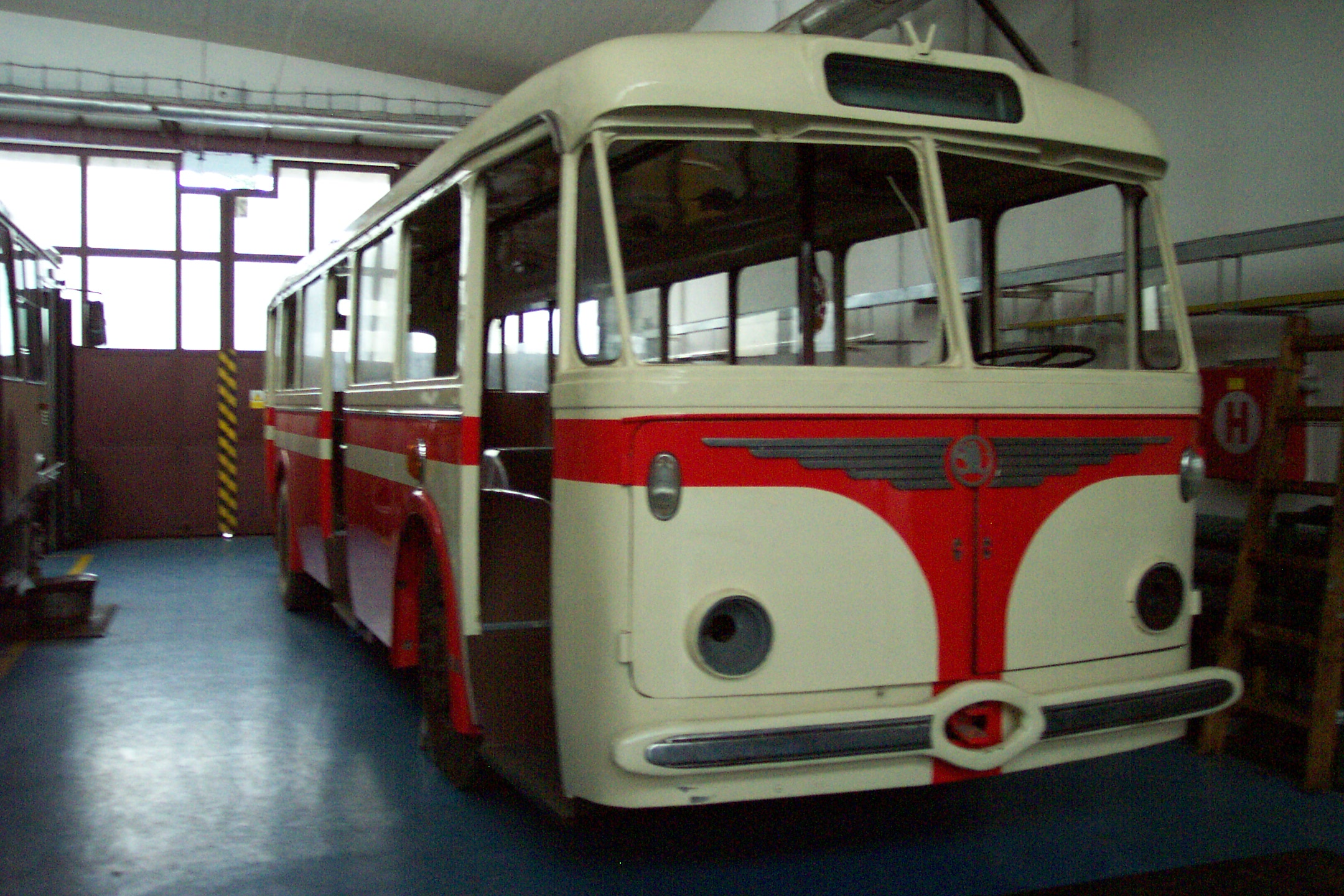
パルドゥビツェ （保存車両）
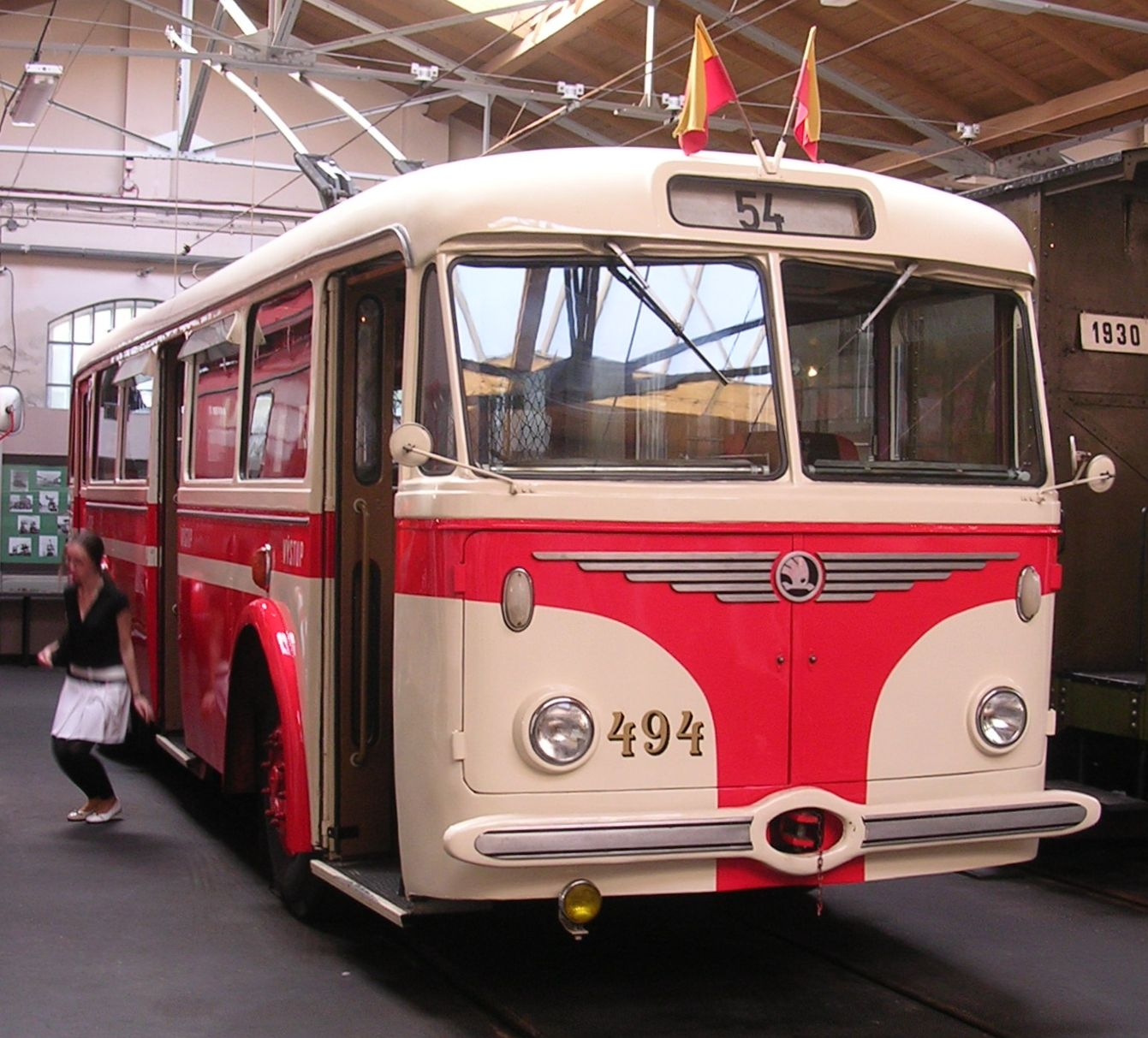
プラハ （保存車両）

### その他

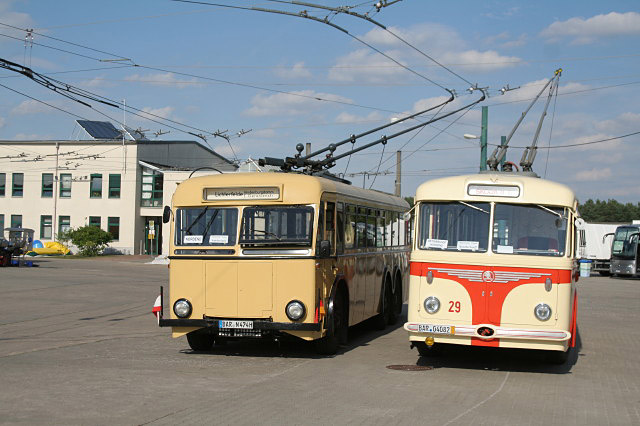
ドイツ：エーベルスヴァルデ （右、保存車両）
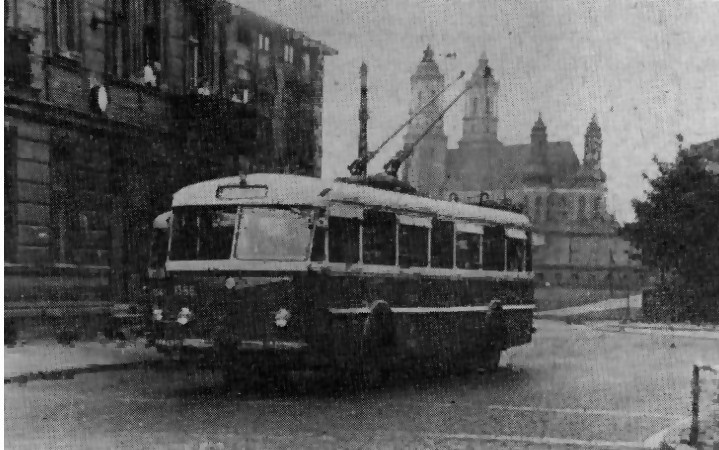
ポーランド：ポズナン

## その他
かつてポーランドのワルシャワに存在したトロリーバス（ワルシャワ・トロリーバス）では、シュコダ8TrとヴェトラVBRの車体や機器を組み合わせた連節バス（シュコダ/ヴェトラ/MZK）が導入された事があったが、曲線走行時の操舵性や車体のはみだしなどの問題から短期間での使用に終わった。

## 参考資料
- Martin Harák (2015-11-10). České trolejbusy historie a současnost, typy, technika, provoz. Praha: Grada Publishing a.s.. ISBN 978-80-247-5552-6
- Martin Harák (2013-11-17). Autobusy a trolejbusy východního bloku. Praha: Grada Publishing a.s.. ISBN 978-80-247-4738-5